# هناء هيكل
هناء هيكل (مواليد 23 يوليو 2002) هي سبّاحة إيقاعية مصرية، مثّلت بلادها في الألعاب الأولمبية الصيفية 2020.

## المشاركة الأولمبية
| مصر (EGY)  | مصر (EGY)                                                                                | مصر (EGY) | مصر (EGY)     | مصر (EGY)     | مصر (EGY)               | مصر (EGY)               | مصر (EGY)               | مصر (EGY)              | مصر (EGY)              | مصر (EGY)              |
| الدورة     | الفريق                                                                                   | الحدث     | الروتين الفني | الروتين الفني | الروتين الحر (التمهيدي) | الروتين الحر (التمهيدي) | الروتين الحر (التمهيدي) | الروتين الحر (النهائي) | الروتين الحر (النهائي) | الروتين الحر (النهائي) |
| الدورة     | الفريق                                                                                   | الحدث     | النقاط        | الترتيب       | النقاط                  | المجموع (فني + حر)      | الترتيب                 | النقاط                 | المجموع (فني + حر)     | الترتيب                |
| ---------- | ---------------------------------------------------------------------------------------- | --------- | ------------- | ------------- | ----------------------- | ----------------------- | ----------------------- | ---------------------- | ---------------------- | ---------------------- |
| طوكيو 2020 | هناء هيكل ليلى علي                                                                       | زوجي      | 77.8625       | 19            | 78.9000                 | 156.7625                | 19                      | لم تتأهلا              | لم تتأهلا              | لم تتأهلا              |
| طوكيو 2020 | مريم المغربي شهد سامر هناء هيكل ليلى علي نورا نبيل عزمي فريدة رضوان نهال سعفان جيداء شرف | فِرق       | 77.9147       | 8             | ل. ي.                   | ل. ي.                   | ل. ي.                   | 80.0000                | 157.9147               | 8                      |

## روابط خارجية
هناء هيكل على موقع الاتحاد الدولي للسباحة (الإنجليزية)
- هناء هيكل على موقع اللجنة الأولمبية الدولية (الإنجليزية)
- هناء هيكل على موقع أوليمبيديا (الإنجليزية)